# Bulería (álbum)
Bulería é o segundo álbum de estúdio do cantor e compositor espanhol David Bisbal. Foi lançado no ano de 2004, ano este que volta para o cenário musical com um trabalho produzido de novo por Kike Santander. Com este álbum, David ganhou 10 discos de platina e um de diamante na Espanha, onde voltou a ser o disco número 1 do ano. Logo depois, ganhou 4 discos de ouro nos Estados Unidos e na América Latina, e um disco de platina da IFPI (que significa uma venda de mais de 1 milhão de cópias no continente europeu), sendo o único disco do ano a conseguir esta certificação no continente europeu. Todo o trabalho foi mais uma vez muito bem recebido e aplaudido pelo público. Vale lembrar que David Bisbal estreou como compositor neste álbum, colaborando com a letra de um dos temas "mais doce" do álbum.

## Faixas
| Edição padrão |                       |                                                      |         |  |
| N.º           | Título                | Compositor(es)                                       | Duração |  |
| 1.            | "Bulería"             | Kike Santander/Gustavo Santander                     | 4:13    |  |
| 2.            | "Permítame Señora"    | Angel Martinez                                       | 4:45    |  |
| 3.            | "Oye El Boom"         | K. Santander                                         | 4:28    |  |
| 4.            | "Esta Ausência"       | K. Santander                                         | 4:37    |  |
| 5.            | "¿Cómo Olvidar?"      | Antonio Rayo Sr/ José Miguel Velasquez               | 4:34    |  |
| 6.            | "Me Derrumbo"         | Aaron Benward/Jess Cates                             | 4:11    |  |
| 7.            | "Camina y Ven"        | K. Santander                                         | 4:22    |  |
| 8.            | "Se Acaba"            | Ricardo Montaner/K. Santander                        | 3:55    |  |
| 9.            | "Angel de La Noche"   | K. Santander                                         | 3:26    |  |
| 10.           | "Desnúdate Mujer"     | Bisbal/Velasquez                                     | 4:41    |  |
| 11.           | "Condenado a Tu Amor" | K. Santander                                         | 4:29    |  |
| 12.           | "Amores Del Sur"      | Sergio Dominguez/Markus Johannes Katier/Gabriel Loré | 3:50    |  |

| Edição Deluxe |                                       |                |         |  |
| N.º           | Título                                | Compositor(es) | Duração |  |
| 13.           | "Vídeoclipe "Bulería""                |                |         |  |
| 14.           | "Making Of De La Grabacíon Del Disco" |                |         |  |
| 15.           | "Galería de Fotos"                    |                |         |  |
| 16.           | "Making Of Del Videoclip "Bulería""   |                |         |  |

## Paradas Musicais
| Tabela musical (2004/2005)        | Melhor posição |
| --------------------------------- | -------------- |
| Espanha (TOP100ALBUMES)           | 1              |
| Suíça (HITPARADE)                 | 73             |
| Estados Unidos (Top Latin Albums) | 5              |
| Estados Unidos (Latin Pop Albums) | 3              |

### Certificação
| País                    | Certificação            | Vendas     |
| ----------------------- | ----------------------- | ---------- |
| Argentina - (CAPIF)     | Ouro                    | 20.000+    |
| Espanha - (PROMUSICAE)  | 10× Platina 1× Diamante | 1.000.000+ |
| Estados Unidos - (RIAA) | 4× Ouro                 | 2.000.000+ |
| União Europeia - (IFPI) | Platina                 | 1.000.000+ |